# Eparchia turowsko-pińska
Eparchia turowsko-pińska – prawosławna administratura kościelna z siedzibą w Turowie, a następnie w Pińsku, podlegająca metropolii kijowskiej. Funkcjonowała od XI w. do 1596, gdy przeszła do Kościoła unickiego na mocy decyzji swojego ordynariusza, biskupa Jonasza. Chociaż większość duchowieństwa i świeckich eparchii opowiedziała się w tym momencie za pozostaniem w jurysdykcji Patriarchatu Konstantynopolitańskiego, administratura nigdy nie wróciła do Kościoła prawosławnego. Formalnie eparchia turowska nie została zlikwidowana. W 1621 patriarcha jerozolimski Teofan III nielegalnie mianował biskupem pińskim dotychczasowego biskupa Stachony Abrahama. Jednak w 1632, gdy zostało zalegalizowane równoległe istnienie w Rzeczypospolitej hierarchii prawosławnej obok unickiej, eparchia turowsko-pińska nie została reaktywowana. Jej dawne terytorium nie zostało mimo to wcielone do nowo utworzonej eparchii białoruskiej (mścisławskiej, mohylewskiej i orszańskiej). Zarządzał nim namiestnik metropolity kijowskiego. Nowi biskupi turowsko-pińscy nie byli już nominowani. Do tradycji eparchii turowsko-pińskiej nawiązują powstałe po upadku ZSRR administratury Egzarchatu Białoruskiego: eparchia turowska i mozyrska oraz eparchia pińska i łuniniecka.
Eparchia była początkowo ściśle związana z Księstwem Turowskim. W XVI w., w momencie faktycznej likwidacji, obejmowała powiat piński, dawne Księstwo Dubrowickie, włości bobrykowską i wiadzką, dawne Księstwa Turowskie i Horodeckie. Zwierzchność biskupa turowsko-pińskiego uznawały także niektóre parafie położone poza opisanym obszarem, lecz historycznie związane z administraturą. Poświadczone źródłowo jest istnienie w tym okresie 188 parafii podlegających biskupowi turowsko-pińskiemu; liczba 255 placówek duszpasterskich podawana przez niektórych historyków Cerkwi uważana jest za mało prawdopodobną. W eparchii działało też co najmniej kilkanaście monasterów, z których największe znaczenie miały w początkowym okresie monaster Świętych Borysa i Gleba w Turowie, a w późniejszych stuleciach Monaster Ławryszewski i Monaster Leszczyński.

## Historia

### Moment powstania
Według wielu autorów (Gruszewski, Szczapow, Łabyncew, Sztychow, Mironowicz) od 1005 w Turowie rezydowali biskupi pomocniczy eparchii włodzimierskiej. Teza ta opiera się na informacji zawartej w dziesiątej redakcji Pateryku Kijowsko-Pieczerskiego opracowanej przez Józefa, archimandrytę Ławry Pieczerskiej, między rokiem 1647 a 1656. Pateryk wspomina pod datą 6513 (tj. 1005) wyznaczenie pierwszego biskupa turowskiego Tomasza, a w innym miejscu – także przyznanie mu dziesięciny z całego Księstwa Turowskiego. Starsze redakcje Pateryka, powstałe między XIII a XVI stuleciem, nie zawierają podobnych informacji.
Niektórzy autorzy białoruscy (Zagorulski, Łysienko), jak również prawosławny metropolita i historyk Cerkwi Makary (Bułgakow), twierdzili, iż biskupi pomocniczy eparchii włodzimierskiej, posługujący się tytułem biskupów turowskich, rezydowali w Turowie już od 992, lub też, że w roku tym powstała niezależna eparchia turowska. Przyjęcie takiej datacji oznaczałoby, iż biskupstwo to było jedną z najstarszych chrześcijańskich administratur na ziemiach ruskich, obok eparchii nowogrodzkiej, czernihowskiej, rostowskiej, białogrodzkiej, włodzimierskiej, połockiej i tmutarakańskiej. Źródłem dla opisywanego poglądu jest ustęp Powieści minionych lat, w którym opisywane jest objęcie przez Światopełka Przeklętego władzy w Księstwie Turowskim. Także niektórzy autorzy rosyjscy (Gołubinski, Jermałowicz, Małyszewski) skłaniając się ku przekonaniu, iż pierwszy biskup przybył do Turowa razem z księciem Światopełkiem, zaś eparchia turowska została erygowana w 991 lub 992.
W ocenie Mironowicza pogląd o utworzeniu eparchii turowskiej już w X w., chociaż szeroko rozpowszechniony w cerkiewnej tradycji, jest mało wiarygodny. Autor ten twierdzi, że przypisywanie administraturze tak długiej historii jest późnośredniowieczną legendą. Możliwe jest jego zdaniem co najwyżej rezydowanie w Turowie biskupa, który zajmował się organizacją działalności misyjnej w okolicach miasta. Także Kosman twierdzi, że pogląd o utworzeniu eparchii turowskiej nie ma podstaw, także z uwagi na niską pozycję Turowa, który w końcu X w. ustępował znaczeniem Pińskowi.
Zdaniem Mironowicza samodzielna eparchia turowska została erygowana nie wcześniej niż w 1088, gdy Światopełk II został księciem Turowa, którego znaczenie poważnie wzrosło w poprzedniej dekadzie. Koncepcję podziału eparchii włodzimierskiej i wyodrębnienia nowych administratur poparł także metropolita kijowski Jan II. Polityczne przyczyny erygowania administratury były znacznie istotniejsze niż czysto kościelne. Opinię Mironowicza podzielają Poppe, Kosman oraz Chomik.

### Funkcjonowanie w Księstwie Turowskim
Granice administratury pokrywały się z granicami księstwa turowskiego. W późniejszych stuleciach czasowo w jej skład wchodziły także niektóre regiony Rusi Czarnej i południowego Podlasia. Poppe wskazywał, iż terytorium eparchii obejmowało Polesie z Brześciem i Pińskiem. Obszar ten wyznaczały rzeki Prypeć, Pina, Jasiołda, Słucz, Łań, Bobryk, Cna, Stochod, Styr, Lwa, Stwiga, Uborca i Horyń. Eparchia turowska wchodziła w skład prawosławnej metropolii kijowskiej.
Granice eparchii ulegały wielokrotnie zmianom wskutek walk między książętami ruskimi i zmianami granic między księstwami. Nie ustalono jednak, kiedy ostatecznie ustalony został nowy stały przebieg granic administratury, w szczególności z eparchią włodzimierską. Mogło to nastąpić w 1135, po tym, jak książę turowski Izasław Mścisławowicz przeniósł się z Turowa do Włodzimierza. Z pewnością w połowie XII w. eparchia włodzimierska obejmowała już część Wołynia na zachód od Horynia i Słuczy, część Polesia (w tym Słonim, Grodno, Wołkowysk, Kobryń), obszar nad środkowym Bugiem (w tym Mielnik, Bielsk i Drohiczyn). W 1237 z eparchii turowskiej do eparchii włodzimierskiej przeszło terytorium Księstwa Brzeskiego. W XII i XIII w. biskupi turowscy mogli czasowo sprawować jurysdykcję nad prawosławnymi świątyniami na południowym Podlasiu.
Niewiele informacji przetrwało o sytuacji Księstwa Turowskiego oraz eparchii turowskiej w XIII stuleciu. Wiadomo przy tym, że mimo podziału księstwa (wyodrębnienie się Księstw Brzeskiego i Pińskiego) eparchia turowska zachowała dotychczasowe granice. O sytuacji administratury w okresie najazdów tatarskich wiadomo niewiele. Nie jest jednoznacznie ustalony także moment przeniesienia jej stolicy do Pińska. Według biskupa turowskiego Stefana nastąpiło to już w 1241, podczas gdy inni autorzy sytuują to wydarzenie na I poł. XIV w., na 1440 lub nawet na początek XVI w. Nową siedzibą ordynariuszy eparchii turowskiej stał się Monaster Leszczyński. Przyczyną zmiany miejsca rezydowania hierarchów był wzrost znaczenia Pińska, jak również fakt, że miasto to dawało im większe gwarancje bezpieczeństwa w razie tatarskich ataków.
Ok. 1303 eparchia turowska przeszła z jurysdykcji metropolii kijowskiej do nowo utworzonej metropolii halickiej, obok eparchii chełmskiej, włodzimierskiej, przemyskiej i łuckiej. Po jej likwidacji w 1347 ponownie stała się częścią metropolii kijowskiej. Pretensje do eparchii turowskiej rościli sobie także władycy, rozwiązanej w 1330, metropolii litewskiej. W 1353, po reaktywacji metropolii litewskiej, biskupstwo turowskie zostało do niej włączone, razem z eparchią połocką. Osiemnaście lat później przeszła do metropolii halickiej, gdy patriarcha konstantynopolitański Filoteusz reaktywował również tę strukturę. Fakt, iż Księstwo Turowskie znalazło się w granicach Wielkiego Księstwa Litewskiego sprawił jednak, że faktycznymi zwierzchnikami biskupów turowskich byli metropolici litewscy.

### XV-XVI w.
W II poł. XV w. terytorium eparchii składało się z ziem Księstwa Turowskiego, Księstwa Horodeckiego, Księstwa Pińskiego oraz dawnego Księstwa Dubrowickiego. Po podziale metropolii kijowskiej na kijowską i moskiewską eparchia turowska pozostała w jurysdykcji pierwszej z nich.
Szczególny rozwój administratury nastąpił w II poł. XV stulecia i w I poł. wieku następnego dzięki darom i nadaniom księcia Iwana Wasylewicza Jarosławowicza, a następnie jego syna Fiodora, który odziedziczył księstwo pińskie dzięki małżeństwu z Heleną Olelkowiczówną. Fiodor, fundując kolejne świątynie prawosławne, podejmował decyzje o ich wznoszeniu bez konsultacji z biskupem. Prawdopodobnie dążył w ten sposób do uzależnienia niższego duchowieństwa wyłącznie od siebie. Zaniepokojony zaistniałą sytuacją biskup turowski Wassian I przedstawił sprawę królowi Aleksandrowi Jagiellończykowi, a ten zakazał budowy cerkwi bez zgody hierarchy, zaś już istniejące polecił oddać pod jego kontrolę.
Fiodor Iwanowicz zmarł bezpotomnie w 1519. Król Zygmunt I Stary przekazał Pińsk królowej Bonie. Zarządzała ona miastem i dawnym księstwem pińskim jako starostwem. W 1522 Zygmunt Stary potwierdził przywilej Aleksandra Jagiellończyka dotyczący fundowania świątyń w eparchii.
W XVI w. doszło do ukształtowania się przebiegu granic eparchii turowsko-pińskiej. W jej skład wchodził powiat piński, dawne Księstwo Dubrowickie, włości bobrykowska i wiadzka. W II połowie stulecia do eparchii włączono także dawne księstwa turowskie i horodeckie. Zwierzchność biskupa turowsko-pińskiego uznawały także niektóre parafie położone poza opisanym obszarem, lecz historycznie związane z administraturą.
Bona dbała o zachowanie w całości swojej włości w Pińsku, opiekowała się także duchowieństwem wszystkich wyznań. Nie pozwalała możnowładcom na ingerowanie w działalność eparchii turowskiej.
W połowie XVI w. prawosławie było wyznaniem zdecydowanie dominującym na obszarze Polesia.

### Przejście eparchii do Kościoła unickiego

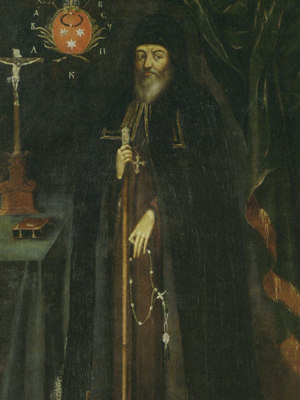
Archimandryta Elizeusz Pleteniecki był jednym z przywódców oporu duchowieństwa eparchii przeciwko wcieleniu administratury do Kościoła unickiego, na co zgodę wyraził biskup Jonasz Gogol

Biskup pińsko-turowski Leoncjusz (urzędujący od 1588 do 1595) był zwolennikiem unii Kościoła prawosławnego w Rzeczypospolitej z Kościołem katolickim. Był obecny na synodach w Bełzie wiosną i w czerwcu 1590 i 24 czerwca 1594 razem z biskupami Cyrylem Terleckim, Gedeonem Bałabanem i Dionizym Zbirujskim zadeklarował chęć podpisania aktu unijnego. Wierni eparchii turowskiej nie zostali poinformowani o działalności ordynariusza. 2 grudnia 1594 biskup Leoncjusz brał udział w spotkaniu delegacji biskupów prawosławnych z łacińskim biskupem łuckim Bernardem Maciejowskim, na którym ustalano szczegóły przyszłej unii. W czerwcu 1595 władyka po raz kolejny potwierdził swoją gotowość przejścia na katolicyzm przy zachowaniu obrządku wschodniego. Nigdy nie zrealizował jednak swoich planów, gdyż w tym samym roku zginął w wypadku.
Plany Leoncjusza zrealizował jego następca, biskup Jonasz Gogol, który wziął udział w soborze brzeskim w 1596 i podpisał na nim akt unii. Sobór dyzunitów obłożył go z tego powodu klątwą kościelną. Większość duchowieństwa eparchii zdecydowanie odrzuciła unię. W soborze antyunijnym brali udział przełożony Monasteru Leszczyńskiego k. Pińska Elizeusz Pleteniecki, protopopi pińscy Jan i Symeon, całe duchowieństwo parafii soboru Zaśnięcia Matki Bożej w Pińsku. Również w kolejnych latach niemal wszystkie parafie i wszystkie monastery odrzucały postanowienia unii. Analogiczne stanowisko zajęła większość miejscowej szlachty.

### Próby reaktywowania eparchii
W 1621 patriarcha jerozolimski Teofan III mianował biskupa Stachony Abrahama, z pochodzenia Greka, na biskupa pińskiego. Nominacja ta nie została potwierdzona przez króla Zygmunta III Wazę, co uniemożliwiało Abrahamowi legalne sprawowanie obowiązków. Mimo to dzięki pomocy prawosławnej szlachty i mieszczan Polesia Abraham bez większych trudności nielegalnie kierował eparchią do 1630, rezydując w Monasterze Leszczyńskim. Regularnie, bezskutecznie, domagał się od władz państwowych zwrotu zagarniętych przez unitów świątyń. Dopiero w 1630 król Zygmunt III Waza wezwał go przed sąd królewski za sprawowanie obowiązków biskupa bez stosownego przywileju i kierowanie przy tym licznym duchowieństwem.
W wydanym w 1633 Dyplomie przywracającym Kościołowi prawosławnemu prawo działania w Rzeczypospolitej obok Kościoła unickiego eparchia turowska nie została wymieniona jako jedna z jego legalnych administratur. Mimo faktu, iż prawosławna eparchia turowska na trwale stała się administraturą unicką, metropolici kijowscy nie pogodzili się formalnie z jej zamknięciem. Obszar dawnej eparchii turowskiej nie został włączony do utworzonej w 1632 eparchii białoruskiej, lecz był traktowany jako odrębna jednostka zarządzana przez namiestnika metropolity. Z reguły zostawał nim przełożony monasteru Trójcy Świętej w Słucku lub protopop słucki i kopylski. Jeszcze w połowie XVII w. parafie prawosławne, erygowane w dobrach prywatnych na wymienionym obszarze, były trzykrotnie liczniejsze niż unickie. Powstawały także nowe monastery. Na terenie dawnej eparchii turowsko-pińskiej pozycja prawosławia pozostała silna do końca istnienia I Rzeczypospolitej.

### Ordynariusze eparchii
Pierwszym biskupem turowskim został najprawdopodobniej mnich Tomasz z Monasteru Kijowsko-Pieczerskiego. Kolejnych hierarchów – Szymona, Joachima i Jerzego – wzmiankuje hagiograficzne Słowo o mnichu Marcinie. Szersze informacje przetrwały jednak tylko o działalności Joachima. Był on z pochodzenia Rusinem, politycznie angażował się po stronie turowskiego księcia Wiaczesława przeciwko księciu kijowskiemu Izasławowi Mścisławowiczowi. Z urzędu został usunięty równocześnie z metropolitą kijowskim Klemensem, także Rusinem. W 1157 zastąpił go zwolennik obejmowania katedr przez Greków, biskup Jerzy. Po nim w latach 1158-1182 urząd sprawował Cyryl, znakomity kaznodzieja, teolog i autor poezji religijnej, uznany za świętego już przez swojego następcę na urzędzie, Laurentego. Był on biskupem turowskim co najmniej przez dwa lata, jednak źródła pisane nie wskazują daty jego śmierci względnie odejścia z urzędu.
Kolejne pewne informacje o biskupach turowskich pochodzą dopiero z 1390. Z okresu najazdów tatarskich na ziemię turowską przetrwały jedynie dwa odmienne wykazy biskupów z synodyków cerkwi starożewieckiej. Nie jest jednak pewne, czy są to imiona właśnie miejscowych ordynariuszy. Pierwszy z wykazów wymienia biskupów Jonasza, Bazylego, Daniela, Tymoteusza, Dymitra, Szymona, Piotra, Cypriana, Teodozjusza, Arseniusza, Dionizego, Efrema, Jonasza, Izaaka, Teodozjusza, Aleksego, Joachima, Efrema, Wassiana, Arseniusza, Efrema, Szymona, Tichona, Szymona, Stefana i Teodozjusza. W drugim padają imiona biskupów Bazylego, Daniela, Tymoteusza, Piotra, Dymitra, Dionizego, Efrema, Cypriana, Cypriana, Nasona, Izaaka, Aleksego, Efrema, Tichona i Jonasza. Przyczyną różnic między dwoma wykazami może być uwzględnienie w pierwszym z nich imion niektórych metropolitów kijowskich, a to z kolei mogło być konsekwencją wakatu na katedrze turowskiej w niektórych latach. Kolejnym hierarchą, który bez wątpliwości był biskupem turowskim, był wzmiankowany w 1390 Teodozjusz. Przestał on pełnić urząd przed 1405, gdyż w wymienionym roku, w czasie wizytacji metropolity kijowskiego Focjusza w Turowie, władyką turowskim był już od pewnego czasu Antoni. Kolejnym znanym z imienia biskupem turowskim był Eutymiusz, który został wyświęcony na biskupa w Łucku w 1412, przez metropolitę Focjusza. Eutymiusz zakończył sprawowanie urzędu w 1415.
W XVI w. urząd biskupa turowsko-pińskiego sprawowali kolejno: Wassian I (1495-1509), Arseniusz (1509-1514), Jonasz (1514-1522), Makary I (1522-1528), Tichon (1528-1538), Wassian II (1538-1544), Warłaam (1544-1549), Wassian III, Makary II (1552-1558), Jonasz Protasewicz-Ostrowski (1558-1568), Makary Jewłaszewski (1568-1576), Cyryl Terlecki (1576-1585), Leoncjusz Pełczycki (1585-1595) i Jonasz Gogol (do 1596). O nominacjach na katedrę biskupią od 1519 w znaczącym stopniu decydowała królowa Bona. Ona także miała wpływ na obsadę stanowisk proboszczów i przełożonych monasterów.

## Majątek eparchii
Znane są szczegółowe informacje o uposażeniu eparchii począwszy od panowania wielkiego księcia litewskiego Witolda. Z uwagi na nadane przez niego administraturze w późniejszych dokumentach określa się go nawet jako fundatora biskupstwa. Witold wydał biskupom turowskim przywilej na pobieranie dziesięciny, opłat od miar i wag, dochodów ze sprzedaży miodu, podatków od karczm i spraw sądowych. Do eparchii turowskiej należała także jedna trzecia terytorium Turowa (lasy i jeziora). Kazimierz Jagiellończyk potwierdził prawa eparchii do całej opisanej własności.
Przez cały XV w., niektóre cerkwie eparchii były uposażane przez książąt horodeckich. Szczególnie książę Iwan Wasylewicz Jarosławicz w II poł. XV w. nadał biskupowi pińskiemu prawo pobierania myta z miasta Pińska oraz stałą pensję „na cerkiew katedralną”. Hojne dary Iwana na rzecz eparchii sprawiły, że niektóre źródła błędnie określają go nawet jako założyciela i fundatora administratury. W tym samym okresie, między rokiem 1488 a 1496, doszło do konfliktu między właścicielką dóbr pińskich Marią Olelkowicz a ordynariuszem eparchii turowsko-pińskiej z powodu daniny nałożonej przez księżną na dobra biskupie.
W 1511, Konstanty Ostrogski darował sad, pola i sianożęci cerkwi Przemienienia Pańskiego w Turowie, zarządzanej bezpośrednio przez biskupa turowskiego. Wymienione nadania były następnie przedmiotem wieloletnich sporów między hierarchami turowskimi a rodziną Ostrogskich. W 1520 eparchia otrzymała drogą prywatnego nadania cztery wsie z ludźmi – Olhomel, Radziwiłowicze, Simonowicze i Wilcze, karczmę i mieszczan na Zajatelu, 1/10 przychodu młynów w Turowie, sady z pasieką, daninę miodową z sześciu kolejnych wsi. Fundatorami opisanego nadania byli Konstanty Ostrogski, jego żona Tatiana i syn Ilja. W latach 1523–1524 królowa Bona potwierdziła wszystkie zapisy i przywileje nadane przez poprzednich właścicieli Księstwa Pińskiego na rzecz poszczególnych cerkwi, obniżyła jedynie uposażenie samego biskupa turowsko-pińskiego.
Kolejny dokument potwierdzający uposażenie administratury pochodzi z 1631 (a zatem z okresu, gdy biskupstwo turowskie przeszło już do Kościoła unickiego) i wymienia ten sam zgromadzony na przestrzeni wieków majątek, z wyjątkiem wsi Wilcze. Wieś ta przed 1539 została bezprawnie zagarnięta przez Mikołaja i Jana Radziwiłłów. Mimo apelu Zygmunta Starego o zwrócenie jej prawowitym właścicielom, eparchia nigdy jej nie odzyskała. Biskupi turowscy byli również skonfliktowani z księżną Aleksandrą Ostrogską, która kilkakrotnie dokonała zaboru części dochodów administratury lub grabiła jej majątki darowane eparchii przez jej zmarłego męża Konstantego.
Spory władyków turowskich ze szlachtą grabiącą majątki (w szczególności z książętami Ostrogskimi i Dubrowickimi) eparchii trwały przez całe XVI stulecie. Eparchia znalazła się także w konflikcie ze starostą pińskim Stanisławem Falczewskim, który przywłaszczał sobie podatek targowy od poddanych biskupów pińskich, a w 1563 z dzierżawcą ryczewskim Bohdanem Sołomereckim, który zajął ziemie biskupiego folwarku w Ryczewie. Spory o majątki cerkiewne stopniowo się nasilały i w okresie sprawowania urzędu biskupa pińskiego przez Cyryla Terleckiego trwały już właściwie bez przerwy. Biskup ten nie tylko toczył spory sądowe o poszczególne ziemie, ale i sam dokonywał najazdów na posiadłości swoich antagonistów.

## Życie monastyczne w eparchii

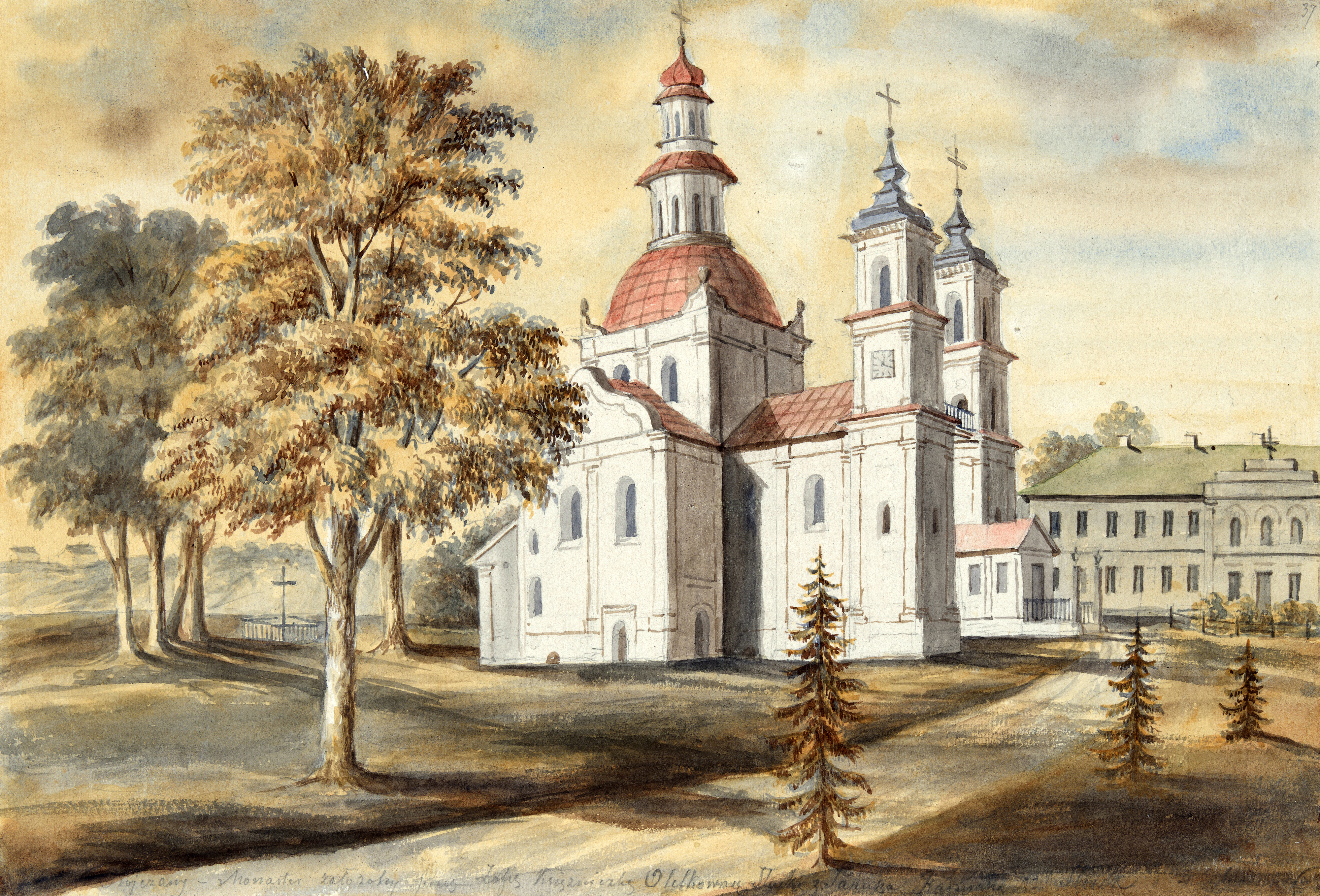
Monaster Trójcy Świętej w Słucku

Pierwszym klasztorem na terenie eparchii turowskiej był założony około połowy XII w. monaster św. św. Borysa i Gleba w Turowie. W tym samym stuleciu, dzięki aktywności biskupów turowskich, w ich jurysdykcji otwarte zostały kolejne ośrodki życia monastycznego. Ok. połowy XII stulecia w Turowie istniał także męski monaster św. Mikołaja. W Turowie krótko funkcjonował także żeński monaster św. Barbary, utworzony w XII w. i w tym samym stuleciu zniszczony. Być może odrębne klasztory powstały także w Storożowcach na południe od Turowia oraz w Czerniczach, w granicach miasta. Funkcjonowały one jedynie w XII-XIII w.
Przed 1142 erygowane zostały dwa monastery w Mozyrzu – męski św. św. Piotra i Pawła oraz żeński św. Paraskiewy. Niektórzy badacze utrzymują, że już w 1182 otwarty został monaster Wprowadzenia Matki Bożej do Świątyni w Kupiatyczach, w miejscu, gdzie według tradycji cerkiewnej doszło do cudownego objawienia Kupiatyckiej Ikony Matki Bożej. Najpóźniej ok. 1205, a być może jeszcze w XI w., powstał monaster Trójcy Świętej w Słucku. Jego przełożeni byli jednak zatwierdzani przez metropolitów kijowskich, toteż nie znajdował się on w pełnej jurysdykcji biskupów turowskich.
W XIII w. utworzone zostały Monaster Ławryszewski i Monaster Leszczyński (oba męskie), zaś w kolejnym stuleciu – monaster św. św. Borysa i Gleba w Nowogródku przy cerkwi pod tym samym wezwaniem. Według cerkiewnej tradycji trzynastowieczny rodowód miał również monaster Zaśnięcia Matki Bożej w Nowym Dworze, który część autorów uważa za założony przez późniejszego metropolitę kijowskiego Piotra. Monaster ten przestał działać w XV w. i został otwarty ponownie dzięki fundacji Grzegorza Wołodkowicza w 1618.
Kilka nowych klasztorów powstało w XV w. Były to monaster Zaśnięcia Matki Bożej w Moroczy, monaster św. Mikołaja na Górze Holszańskiej, monaster św. Symeona Słupnika w Brześciu, monaster Przemienienia Pańskiego w Kobryniu (wszystkie męskie) oraz monaster św. Eliasza w Słucku (żeński). Nieznany jest czas powstania monasteru św. Jerzego w Mozyrzu, jednak nastąpiło to przed XV stuleciem. Z kolei najpóźniej w 1505 powstał monaster św. Michała Archanioła w Stepaniu. Niektórzy związani z Rosyjskim Kościołem Prawosławnym autorzy utrzymywali, że w XV w. w eparchii turowsko-pińskiej istniało nawet 49 monasterów, co jest jednak mało prawdopodobne. Z pewnością w XV w. największe znaczenie wśród nich miały klasztory św. św. Borysa i Gleba oraz św. Barbary w Turowie, Monaster Ławryszewski, monaster św. Jerzego w Mozyrzu oraz Monaster Leszczyński.
Niewiele informacji przetrwało o Pustelni Hoholickiej, klasztorze w okolicach Petrykowa, fundacji Chodkiewiczów (według innego źródła Olelkowiczów Słuckich). Był to ośrodek życia pustelniczego, z pieczarami. Podobnie szczątkowe dane znane są nt. monasteru w Zdzitowie, nieznanego wezwania.
W XVI w. w Pińsku funkcjonowały trzy monastery: męski Monaster Leszczyński, żeński klasztor św. Barbary oraz męski monaster Objawienia Pańskiego, którym opiekowało się miejscowe bractwo prawosławne. Został on ufundowany w końcu stulecia i zyskał na znaczeniu dopiero po przyjęciu na unię przez Monaster Leszczyński. Na początku stulecia książę Fiodor Jarosławowicz ufundował męski klasztor w uroczysku Horbaczywszczyzna w pobliżu Nobla. W XVI w. powstała także trzecia słucka wspólnota mnisza – monaster Przemienienia Pańskiego. W 1560 książę Konstanty Ostrogski ufundował monaster Przemienienia Pańskiego w Dziatłowiczach. Przed 1555 utworzony został męski monaster św. Paraskiewy w Klecku.

## Podział administracyjny
Podobnie jak wszystkie eparchie powstałe na Rusi Kijowskiej, również eparchia turowska w momencie swojego utworzenia została podzielona na namiestnictwa (znane także jako protopopie; odpowiednik późniejszych dekanatów). Każdym z nich zarządzał namiestnik (protopop), wspierany w codziennych obowiązkach przez prezbiterów tworzących kliros.
Przy biskupie eparchialnym początkowo nie funkcjonował kliros biskupi. Jego zadania spełniały zjazdy (sobory) duchowieństwa, które zwoływał władyka. Z czasem prawo udziału w nich otrzymali także delegaci świeccy. W miarę rozwoju sieci parafialnej liczba duchowieństwa wzrosła na tyle, że udział wszystkich w zjeździe przestał być możliwy. Wówczas sobory przestały być zwoływane, a na ich miejsce powstały dwa klirosy biskupie przy soborach w Turowie i Pińsku. Prawo udziału w ich pracach otrzymali wszyscy duchowni działający w wymienionych miastach. Począwszy od XIII stulecia klirosy pełniły nie tylko funkcje administracyjne, ale i sądownicze. Członkowie klirosu byli również kandydatami na administratorów eparchii w razie wakatu na katedrze biskupiej.
Na początku XV w. biskupstwo turowskie dzieliło się na siedem protopopii: pińską, turowską, horodecką, petrykowską, mozyrską, dubrowicką i stepańską. Protopopia mozyrska została następnie wcielona do metropolii kijowskiej. W II poł. XVI w. w ramach administratury istniało dwanaście dekanatów: piński, drohiczyński, biezdzieski, łohiszyński, lubieszowski, nobelski, pohoski, stoliński, horodecki (dawidgródzki), turowski, petrykowski i dąbrowicki.

## Sieć parafialna

### Zarys historii rozwoju sieci parafialnej
Okresem znaczącego rozwoju sieci parafialnej w biskupstwie turowskim był XII w. Mimo strat terytorialnych wywołanych zmieniającą się sytuacją polityczną, aktywność biskupów turowskich w większym nawet stopniu niż fundacje prywatne pozwalała na rozwój struktur eparchialnych. Z kolei na przełomie XII i XIII w. rozwój ten został zahamowany. Na początku XV stulecia eparchii turowskiej podlegało około dwustu cerkwi parafialnych.
Znaczący wpływ na rozwój sieci parafialnej miało nadanie księstwa pińskiego księżnej Marii Gasztołd, wdowie po księciu Semenie Olelkowiczu, co nastąpiło w 1471 na mocy przywileju Kazimierza IV Jagiellończyka. Ród Olelkowiczów był blisko związany z Kościołem prawosławnym i wielokrotnie go wspierał. Także na terenie eparchii turowskiej odnotowano jego fundacje, m.in. cerkiew św. Dymitra w Pińsku, cerkiew w Stawku. Semen Olelkowicz i jego syn darował administraturze place w Pińsku. Po śmierci Marii po 1501 księstwo pińskie odziedziczył jej zięć Fiodor Iwanowicz Jarosławicz. Dzięki jego nadaniom na rzecz poszczególnych parafii i duchownych nastąpił najszybszy w historii eparchii turowskiej rozrost jej sieci parafialnej. Działania Fiodora stały się równocześnie przyczyną konfliktu między nim a biskupem Wassianem, gdyż fundator podejmował decyzje o budowie nowych cerkwi i obsadzaniu ich duchowieństwem bez konsultacji z hierarchą. Biskup skarżył się w tej sprawie do króla Aleksandra Jagiellończyka, który potwierdził wyłączne prawo hierarchy do samodzielnego decydowania o sprawach wewnętrznych administratury. W 1522 Zygmunt I Stary potwierdził edykt Aleksandra, stwierdzając, że tylko władyka turowski mógł otwierać w eparchii nowe cerkwie i klasztory.
Ustalenie czasu powstania wielu placówek duszpasterskich eparchii, potwierdzenie ich majątku wielokrotnie nie jest możliwe.

### Dekanaty i parafie eparchii turowsko-pińskiej w XVI w.

#### Dekanat piński

##### W Pińsku
Na terenie Pińska istniało w połowie XVI w. szesnaście cerkwi parafialnych. Nosiły one wezwania św. Dymitra, Narodzenia Matki Bożej, św. Atanazego, św. Barbary, Zmartwychwstania Pańskiego, św. Eliasza, św. Stefana, św. Mikołaja, św. Michała, Zesłania Ducha Świętego, św. Teodora, św. Jerzego, św. Szymona, Przemienienia Pańskiego, św. Onufrego, Trójcy Świętej. Cerkiew św. Dymitra posiadała status soboru. Przed 1513 status ten uzyskała także cerkiew Narodzenia Matki Bożej i to w niej w XVI w. nabożeństwa odprawiał biskup piński. Nie jest ustalony czas powstania opisywanych parafii ani budowy większości świątyń, można jedynie pośrednio, na podstawie aktów nadawania uposażenia, wskazywać prawdopodobne daty ich fundacji:
- cerkiew św. Jerzego – XII w.[69]
- cerkiew św. Michała – prawdopodobnie w 1482 lub w latach następnych[70],
- cerkiew św. Dymitra powstała po 1502, w 1555 spłonęła i została trzy lata później odbudowana[71]
- sobór Narodzenia Matki Bożej – przed 1513[72],
- cerkiew Zmartwychwstania Pańskiego, drewniana – przed 1561
- cerkiew św. Mikołaja, murowana – ok. 1511
- cerkiew św. Szymona, drewniana – przed 1501
- cerkiew św. Onufrego, drewniana – przed 1561
- cerkiew św. Stefana, drewniana – przed 1561
- cerkiew św. Teodora, drewniana – przed 1515[70]
- cerkwie św. Atanazego, Przemienienia Pańskiego, Trójcy Świętej, św. Eliasza – nieznany czas powstania[68][70].

##### Poza Pińskiem
Do dekanatu pińskiego zaliczały się w II poł. XVI w. także następujące parafie:
- św. Mikołaja w Półkoticzach (utworzona w 1580),
- św. Paraskiewy w Dubnowiczach (przed 1539),
- św. Paraskiewy w Parochońsku (przed 1512),
- Narodzenia Matki Bożej w Sosznej (przed 1500),
- Opieki Matki Bożej w Pohoście Zahorodnym (przed 1566),
- św. Paraskiewy w Bostyniu,
- św. św. Borysa i Gleba w Łuninie,
- św. św. Joachima i Anny w Stawku (1503),
- w Nowym Dworze – wezwanie i czas powstania nieznane.

#### Dekanat drohiczyński
Siedzibą wymienionego dekanatu były Dowieczorowicze, przemianowane następnie na Drohiczyn. W strukturze dekanatu funkcjonowały następujące parafie: 
- Spotkania Pańskiego w Drohiczynie (przed 1452),
- Wniebowstąpienia Pańskiego w Lachowiczach (przed 1492),
- Narodzenia Matki Bożej i św. Mikołaja w Glinnej (przed 1551),
- Narodzenia Matki Bożej w Torokaniach,
- Opieki Matki Bożej w Pińkowiczach,
- Świętych Niewiast Niosących Wonności w Braszewiczach,
- Podwyższenia Krzyża Świętego w Worocewiczach,
- Przemienienia Pańskiego w Popinie,
- Podwyższenia Krzyża Świętego w Brodnicy,
- św. Mikołaja w Gniewczycach,
- św. św. Piotra i Pawła w Mochrem,
- św. Michała w Odryżynie,
- św. Jana Chrzciciela w Osowcach,
- św. Mikołaja w Potapowiczach,
- Narodzenia Matki Bożej w Laskowiczach – wszystkie powstałe najpóźniej w XVI w.

#### Dekanat bezdzieski
Siedzibą dekanatu była Bezdzież. W jego strukturze znajdowały się następujące parafie:
- Trójcy Świętej w Bezdzieży (ok. 1409),
- Przemienienia Pańskiego w Drużyłowiczach (przed 1450),
- św. Mikołaja w Drużyłowiczach (przed 1555),
- św. Eliasza w Dostojewie (przed 1445),
- Przemienienia Pańskiego w Motolu (najpóźniej połowa XVI w.),
- świątynia w Motolu nieznanego wezwania (najpóźniej połowa XVI w.),
- Wniebowstąpienia Pańskiego w Mołodowie (XV w.),
- św. Mikołaja w Czemerynie (1567),
- Opieki Matki Bożej w Chomsku,
- św. Paraskiewy w Opalu,
- św. Michała w Hucie (Hutowie),
- Narodzenia Matki Bożej oraz św. Mikołaja w Zdzitowie (najpóźniej XVI w.)
- nieznane z wezwania cerkwie w Sporowie, Piaskach, Tyszkowiczach – najpóźniej XVI w.

#### Dekanat łohiszyński
Siedzibą dekanatu był Łohiszyn. Ustalenie czasu powstania większości podlegających mu parafii, istniejących z pewnością w XVI w., nie jest możliwe. Wyjątkiem są parafie św. Paraskiewy we Wiadze, znana już w XV w., oraz cerkiew Narodzenia Matki Bożej w Porzeczu powstała najpóźniej w 1552. Oprócz wymienionych placówek duszpasterskich w XVI w. w dekanacie funkcjonowały także następujące parafie:
- Podwyższenia Krzyża Świętego w Obrowie,
- Opieki Matki Bożej w Ozaryczach,
- św. Paraskiewy w Bobrowiczach,
- św. Jerzego w Malkowiczach,
- św. Michała w Chotyniczach,
- św. Mikołaja w Stoszczanach,
- Trójcy Świętej w Terechanach,
- Podwyższenia Krzyża Świętego w Świętej Wodzie,
- Opieki Matki Bożej w Wygonoszczy,
- Podwyższenia Krzyża Świętego w Weleśnicy,
- parafia w Krahlewiczach nieznanego wezwania.

#### Dekanat lubieszowski
Dekanat z siedzibą w Lubieszowie obejmował następujące parafie:
- Przemienienia Pańskiego w Lubieszowie,
- Objawienia Pańskiego w Czerwiszczu,
- Podwyższenia Krzyża Pańskiego w Bychowie,
- św. Mikołaja w Lubiażu,
- św. Paraskiewy w Lubiażu,
- Opieki Matki Bożej w Dolsku,
- Wniebowstąpienia Pańskiego w Uhryniczach,
- Przemienienia Pańskiego w Pniewie,
- Opieki Matki Bożej w Drewku,
- nieznanego wezwania parafie w Horkach i Buczynie.

Czas powstania wszystkich opisanych placówek jest nieustalony, stało się to najpóźniej w XVI w.

#### Dekanat nobelski
Dekanat z siedzibą w Noblu obejmował następujące parafie:
- św. Mikołaja w Noblu (powstała przed 1557),
- Zmartwychwstania Pańskiego w Noblu,
- św. św. Piotra i Pawła w Noblu,
- Przemienienia Pańskiego w Noblu,
- św. św. Piotra i Pawła w Morocznej (pocz. XVI w.),
- Narodzenia Matki Bożej w Morocznej,
- Podwyższenia Krzyża Pańskiego w Łoknicy (pocz. XVI w.),
- Narodzenia Matki Bożej w Chrapinie,
- św. Paraskiewy w Kuchczach,
- św. Mikołaja w Sieńczycach,
- św. Michała w Żydczach,
- Przemienienia Pańskiego w Newlu,
- Opieki Matki Bożej w Żeleznicy,
- Trójcy Świętej w Wojnówce,
- św. Michała w Pożogu.

#### Dekanat pohoski
W skład dekanatu, którego siedzibą był Pohost Zareczny, wchodziły następujące parafie:
- Zaśnięcia Matki Bożej w Pohoście Zarecznym (XV w.),
- św. Stefana i Opieki Matki Bożej w Pohoście Zarecznym,
- Narodzenia Matki Bożej w Ostrowie (przed 1512),
- Przemienienia Pańskiego w Żołkinie (przed 1548),
- św. Jerzego w Wołwiczach,
- św. Michała w Wiczówce,
- św. Mikołaja w Starych Koniach,
- Opieki Matki Bożej w Niańkowiczach,
- Narodzenia Matki Bożej w Radczycku,
- Trójcy Świętej w Horodne,
- św. Jerzego w Swarycewiczach,
- św. Michała w Białym,
- Opieki Matki Bożej w Rzeczycach,
- Narodzenia Matki Bożej w Morowinie,
- św. Dymitra w Sernikach,
- cerkiew w Worotyczach nieznanego wezwania (najpóźniej XV w.)
- cerkiew w Iwańczycach nieznanego wezwania.

#### Dekanat stoliński
Siedzibą dekanatu był Stolin, a w jego skład wchodziły następujące parafie:
- Trójcy Świętej w Stolinie (do XVI w.),
- Opieki Matki Bożej w Stachowie (przed 1555),
- Opieki Matki Bożej w Płotnicy,
- św. Michała w Markowiczach,
- św. Michała w Rublu (XVI w.),
- św. Mikołaja w Starym Siole,
- Trójcy Świętej w Białohuszy,
- św. Jerzego w Ladcach,
- św. Michała w Widziborze,
- św. Paraskiewy w Bereźnem (XVI w.),
- nieznanego wezwania parafia w Otwierżycach (XVI w.).

#### Dekanat dawidgródzki
Siedzibą dekanatu był Dawidgródek, a w skład administratury wchodziły następujące parafie:
- św. Mikołaja w Pierechodowiczach (przed II poł. XV w.),
- św. Eliasza w Horodcu (1465),
- św. św. Piotra i Pawła w Kobryniu (1465),
- św. Dymitra Sołuńskiego w Dawidgródku (przed XVI w.),
- św. Jerzego w Dawidgródku,
- św. Michała Archanioła w Remlu (XV w.),
- św. Eliasza w Wielemiczach (przed XVI w.),
- Zmartwychwstania Pańskiego w Olszanach (do 1555),
- św. Mikołaja w Kożangródku,
- Narodzenia Matki Bożej w Dubieńcu,
- Narodzenia Matki Bożej w Duboi,
- św. Jerzego w Sienkiewiczach,
- Narodzenia Matki Bożej w Wilczach,
- Trójcy Świętej w Sitnicy,
- św. Jerzego w Mokrowie,
- Narodzenia Matki Bożej w Łachwie,
- Trójcy Świętej w Wiczynie,
- Opieki Matki Bożej w Ozaryczach.

#### Dekanat turowski
Siedzibą dekanatu był Turów. W XVI w. w jego skład wchodziły następujące parafie:
- Świętych Borysa i Gleba w Turowie (XII w.),
- Przemienienia Pańskiego w Turowie (przed 1508),
- Zaśnięcia Matki Bożej w Turowie,
- św. Eliasza w Turowie,
- Wszystkich Świętych w Turowie,
- Przemienienia Pańskiego i Opieki Matki Bożej w Storożewicach (przed 1497),
- św. Stefana w Pohoście,
- Trójcy Świętej w Ozdamiczach,
- Opieki Matki Bożej w Chrapinie (najpóźniej 1451),
- św. Jana Teologa w Maleszewie (przed 1453),
- Przemienienia Pańskiego w Daniłowiczach,
- św. Michała w Ryczewie,
- św. Paraskiewy w Simonowiczach,
- Trójcy Świętej w Lelczycach,
- Narodzenia Matki Bożej w Glinnej,
- Zmartwychwstania Pańskiego w Olhomlu,
- Zmartwychwstania Pańskiego w Radziwiłowiczach,
- św. Mikołaja w Tonieżu,
- św. Mikołaja w Borowej,
- Narodzenia Matki Bożej w Miłoszewiczach,
- Narodzenia Matki Bożej w Bujnowiczach,
- Trójcy Świętej w Głuszkiewiczach,
- Podwyższenia Krzyża Pańskiego w Wereśnicy.

#### Dekanat petrykowski
Siedzibą dekanatu był Petryków. Przed unią brzeską w jego skład wchodziły następujące parafie:
- św. Mikołaja w Petrykowie,
- Opieki Matki Bożej w Petrykowie,
- Zmartwychwstania Pańskiego w Petrykowie (istnienie niepewne, być może przestała istnieć przed XVI w. lub nie była już wtedy samodzielną parafią),
- Wniebowstąpienia Pańskiego w Laskowiczach,
- św. Mikołaja w Laskowiczach (obie przed 1541),
- Narodzenia Matki Bożej w Śniadynie (po 1395),
- św. Mikołaja w Pererowie,
- Opieki Matki Bożej w Ostrożance,
- Narodzenia Matki Bożej w Bałażewiczach,
- Trójcy Świętej w Żydkowiczach,
- św. Mikołaja w Skryhałowie.

#### Dekanat dąbrowicki
Dekanat z siedzibą w Dąbrowicy skupiał następujące parafie:
- Narodzenia Matki Bożej w Dąbrowicy,
- św. Mikołaja w Dubrowicy (obie przed XIV w.),
- Opieki Matki Bożej w Strzelsku,
- Narodzenia Matki Bożej w Biereżkach,
- Zaśnięcia Matki Bożej w Wysocku,
- św. Michała w Ozierach,
- parafia w Wielkich Cepcewiczach nieznanego wezwania.

Wszystkie parafie poza Dąbrowicą były fundacjami Holszańskich i powstały w XIV lub XV stuleciu.

### Turów i Pińsk jako znaczące ośrodki kultu prawosławnego
Najważniejszym ośrodkiem kultu w eparchii turowsko-pińskiej był Turów. Dzięki fundacjom prywatnym w XII w. znajdowało się w nim od kilkunastu do nawet czterdziestu świątyń, z których jednak nie wszystkie posiadały status parafialnych (były cerkwiami domowymi-prywatnymi). Sobór Zaśnięcia Matki Bożej w Turowie, wzniesiony w połowie XII stulecia i zniszczony w 1230, należał do największych cerkwi w całej metropolii kijowskiej. W Turowie istniały również warsztaty ikonopisania i wytwarzania utensyliów liturgicznych.
W XVI w. najważniejszym centrum kultu prawosławnej w eparchii był już Pińsk. W Turowie rezydował jedynie jeden z dwóch klirosów i namiestnik (dziekan). Turowski sobór Zaśnięcia Matki Bożej zachował honorowy tytuł soboru.